# Zeravschania
Zeravschania es un género de plantas de la familia de las apiáceas. Comprende 9 especies descritas

## Taxonomía
El género fue descrito por Yevgeni Korovin y publicado en Notulae Systematicae ex Herbario Instituti Botanici Academiae Scientiarum Uzbeckistanicae 12: 28. 1948. La especie tipo es: Zeravschania regeliana Korovin

## Especies
A continuación se brinda un listado de las especies del género Zeravschania descritas hasta julio de 2013, ordenadas alfabéticamente. Para cada una se indica el nombre binomial seguido del autor, abreviado según las convenciones y usos.
- Zeravschania aucheri (Boiss.) Pimenov
- Zeravschania ferulifolia (Gilli) Pimenov
- Zeravschania knappii (Bornm.) Pimenov & Kljuykov
- Zeravschania membranacea (Boiss.) Pimenov
- Zeravschania minjanensis (Rech.f.) Rech.f.
- Zeravschania pauciradiata (Tamamsch.) Pimenov
- Zeravschania regeliana Korovin
- Zeravschania scabrifolia Pimenov
- Zeravschania stricticaulis (Rech.f.) Pimenov & Kljuykov